# Mannus

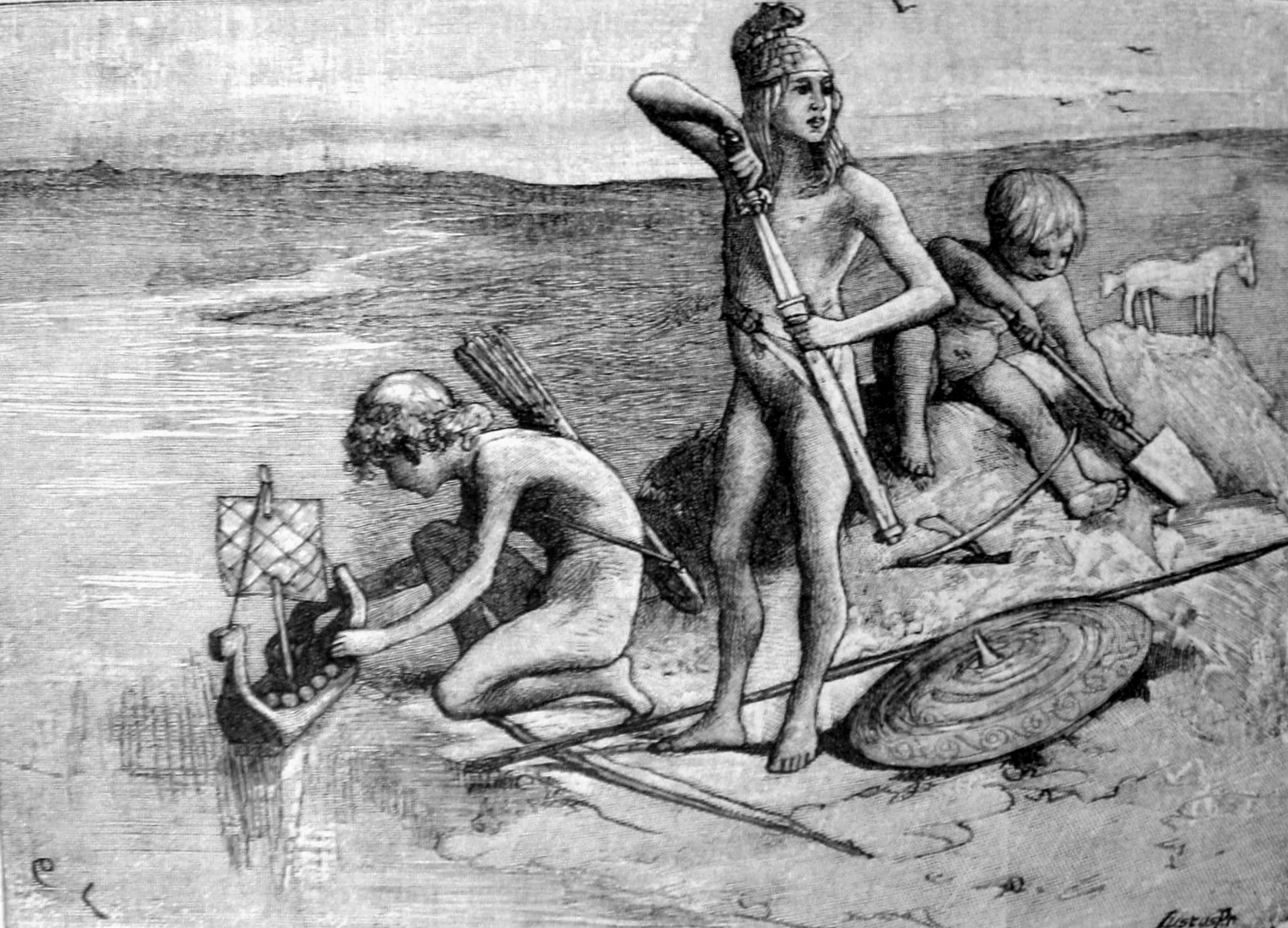
Les fils de Mannus par Carl Larsson

Mannus (« homme ») est le fils de Tuisto et l'ancêtre des peuples germaniques, selon Tacite, qui, dans La Germanie, évoque les croyances des Germains au Ier siècle :
« [Les Germains] célèbrent en d'antiques poèmes [...] le dieu Tuisto né de la terre et son fils Mannus ancêtre de leur nation ; ils attribuent à Mannus trois fils, les fondateurs, dont les riverains de l'Océan ont pris leur nom d'Ingaevones, les peuples du centre ceux d'Hermiones, et les autres d'Istaevones. »
—Tacite, La Germanie (II), traduction de Jacques Perret
La succession père-fils-trois fils évoque celle qui apparaît dans la cosmogonie nordique, avec Búri-Bur-Odin/Vili/Vé. 
Mannus a été rapproché de Manu, dont le nom a la même signification, et qui est, selon certains textes védiques, l'« ancêtre de l'humanité ». Le mythe pourrait donc trouver son origine à l'époque indo-européenne.